# Кузнецов, Анатолий Николаевич
Анато́лий Никола́евич Кузнецо́в (род. 6 июня 1953, Москва) — советский и российский театральный деятель, главный художник по свету московского театра «Сатирикон», член Союза художников России, Заслуженный художник России, член российской Ассоциации художников по свету.

## Биография
Родился 6 июня 1953 года в городе Москве.
В 1968—1972 годах учился в Московском Театральном художественно-техническом училище на кафедре ЭСТО (курс Чертока Александра Абрамовича).
В 1979 году окончил постановочный факультет Школы-студии МХАТ СССР им. Горького.
С 1979 по 1987 год работал во МХАТе, с 1987 года — главный художник по свету в московском театре «Сатирикон» им. Аркадия Райкина.
Сотрудничал с такими режиссёрами, как Олег Ефремов, Лев Додин, Роман Виктюк, Константин Райкин, Роберт Стуруа, Владимир Мирзоев, П.Кербрат и другие. Кроме работ в театре «Сатирикон» в качестве художника по свету выпустил более 100 спектаклей в различных театрах России.
Лауреат премии «Золотой софит».
С 1980 по 2015 год — председатель ГАК (Государственной аттестационной комиссии) в Московском Театральном художественно-техническом училище.

## Творчество

### Художник по свету

#### Театр Сатирикон
- 1988 — «Служанки» по пьесе [[Жене, Жан|Жана Жене — Реж. Роман Виктюк
- 1990 — «Маугли» Редьярда Киплинга
- 1990 — «Багдадский вор» Юрия Энтина и Давида Тухманова, — Реж. Александр Горбань (премьера — 22 октября 1990)
- 1991 — «Голый король» Евгения Шварца — Реж. Александр Горбань, (премьера — 27 июня 1991)
- 1992 — «Сирано де Бержерак» Эдмона Ростана — Реж. Леонид Трушкин, (премьера — 29 апреля 1992), («Сатирикон»/театр Антона Чехова)
- 1992 — «Мнимый больной» [[Мольер|Жан-Бати́ста Мольера — Реж. Александр Горбань, (премьера — 11 ноября 1992)
- 1993 — «Шоу Сатирикон», Реж. Александр Горбань, (премьера — 13 августа 1993)
- 1994 — «Великолепный рогоносец (тот, кого она любит)» Ф. Кроммелинка, — Реж. Пётр Фоменко, (премьера — 4 апреля 1994)
- 1994 — «Хозяйка гостиницы» Карло Гольдони — Реж. Александр Горбань
- 1995 — «Превращение» Франца Кафки — Реж. Валерий Фокин, (премьера — 25 марта 1995)
- 1995 — «Ромео и Джульетта» пьеса Уильяма Шекспира — Реж. Константин Райкин, (премьера — 1 декабря 1995)
- 1996 — «Трёхгрошовая опера» [[Брехт, Бертольт|Бертольта Брехта — Реж. Владимир Машков, (премьера — 21 сентября 1996)
- 1998 — «Жак и его Господин» Милана Кундера по роману Дени Дидро, Реж. Елена Невежина (премьера — 1 марта 1998)
- 1998 — «Гамлет» Уильяма Шекспира, — Реж. Роберт Стуруа, (премьера — 2 октября 1998)
- 2000 — «Контрабас» — Патрик Зюскинд — Реж. Елена Невежина (премьера — 10 июля 2000 года)
- 2000 — «Слуги и снег» Айриса Мёрдока — Реж. Елена Невежина, (премьера — 11 марта 2000)
- 2001 — «Шантеклер» Эдмона Ростана — Реж. Константин Райкин (премьера — 1 мая 2001)
- 2002 — «Макбетт» Эжена Ионеско — Реж. Юрий Бутусов, (премьера — 13 июня 2002)
- 2006 — «Король Лир» пьеса Уильяма Шекспира, — Реж. Юрий Бутусов(премьера — 6 октября 2006)
- 2011 — «Чайка» — посвящение Валентине Караваевой — Реж. Юрий Бутусов (премьера — 15 апреля 2011)
- 2013 — «Лондон Шоу» по пьесе Бернарда Шоу «Пигмалион» — Реж. Константин Райкин (премьера — 30 мая 2013)
- 2013 — «Отелло» пьеса Уильяма Шекспира — Реж. Юрий Бутусов (премьера — 19 октября 2013)
- 2014 — «Кухня» по пьесе А.Уэскера — Реж. Константин Райкин (премьера 27 апреля 2014)
- 2014 — «Однорукий из Спокана» пьеса Мартина Макдонаха — Реж. Константин Райкин (премьера — 4 октября 2014)
- 2014 — «Укрощение» по пьесе У.Шекспира — Реж. Яков Ломкин (премера 3 октября 2014)
- 2015 — «Человек из ресторана» пьеса [[Егор Перегудов|Егора Перегудова — Реж. Егор Перегудов (премьера — 21 октября 2015)
- 2015 — «Все оттенки голубого» — Реж. Константин Райкин (премьера — 29 мая 2015)
- 2016 — «Лекарь Поневоле» — Реж. Константин Райкин (премьера — 22 июня 2016)
- 2017 — «Ваня и Соня и Маша и Гвоздь» по пьесе Кристофера Дюранга — Реж. Константин Райкин (премьера — 15 мая 2017)

#### Московский Художественный театр имени А. П. Чехова
- 1981 — «Тартюф» комедия Мольера — Реж. Анатолий Эфрос (премьера 10 октября 1981)
- 1983 — «Амадей» по пьесе Питера Шеффера — Реж. [[Розовский, Марк Григорьевич|Марк Розовский — (премьера 20 декабря 1983)
- 1985 — «Кроткая» — Реж. [[Додин, Лев Абрамович|Лев Додин — (премьера 6 сентября 1985)

1996 — «Обручение в монастыре» в Мариинском театре оперы и балета (Реж. — Владислав Пази)

#### Государственный академический театр «Московская оперетта»
- «Маугли» — Реж. Алина Чевик
- 2006 — "Парижская жизнь " — [[Оффенбах, Жак|Ж. Оффенбах — (премьера — 9 сентября 2006)
- 2007 — «Золушка» — Реж. Жанна Жердер

#### Театр имени Е. Б. Вахтангова
- 2003 — «Лир» — Реж. Владимир Мирзоев

#### Театр Романа Виктюка
- «Служанки» по одноимённой пьесе Ж. Жене
- «Лолита» по роману Владимира Набокова
- «Мадам Баттерфляй»

«Ромео и Джульетта», Мюзикл «Веселые ребята» и др в антрепризных проектах.

#### Детский музыкальный театр имени Н. И. Сац
- 2006 — «Двенадцать месяцев» — Реж. Александр Петров (премьера — 23 декабря 2006)

#### «Ленком»
- 2006 — «Тартюф» — Реж. Мирзоев Владимир

#### Московский театр «Современник»
- 2017 — «Амстердам» пьеса Александра Галина — Реж. Сергей Газаров (премьера 17 января 2017)